# Theory of Love
《Theory of Love》(태국어: Theory of Love – ทฤษฎีจีบเธอ, 로마자: Theory of Love - Thribsadee jeeb ter)는 2019년 6월 1일부터 8월 17일까지 방송되었던 태국의 드라마이다.